# Martin Watt
Martin Watt är en brittisk astronom.
Han var verksam vid Lowell Observatory i Flagstaff Arizona
Minor Planet Center listar honom som M. Watt och som upptäckare av 4 asteroider.

## Asteroider upptäckta av Martin Watt
| 2675 Tolkien    | 14 april 1982 |
| 2687 Tortali    | 18 april 1982 |
| 2991 Bilbo      | 21 april 1982 |
| 10479 Yiqunchen | 18 april 1982 |